# 上河湾镇
上河湾镇，是中华人民共和国吉林省长春市九台区下辖的一个乡镇级行政单位。

## 行政区划
上河湾镇下辖以下地区：
上河湾社区、上河湾村、五台村、榆树村、福林村、黄花村、双顶村、红朵村、桦林村、干沟村、双合村、焦家村、四台村、石羊村、三台村、玉丰村、西沟村、套子里村、大窝堡村、三道沟村、南甸子村、育林村和于家村。